# Stade de la Mosson
Vous lisez un « bon article » labellisé en 2011.
Le stade de la Mosson est un stade de football situé à Montpellier, en France. Depuis la Coupe du monde de football de 1998, son nom officiel est stade de la Mosson-Mondial 98. Inauguré en 1972, il est depuis 1974 le stade résident du Montpellier Hérault Sport Club, la principale équipe de football de Montpellier.
Géré par Montpellier Méditerranée Métropole, il a connu de nombreuses rénovations. L'ensemble des tribunes du stade actuel est construit entre 1988 et 1997, ce qui porte sa capacité d'accueil à 35 500 places assises et lui permet d'accueillir la Coupe du monde de football. La dernière rénovation date de 2007 pour la coupe du monde de rugby, sa capacité est alors ramenée à 32 900 places assises. Quatorzième stade français au nombre de places proposées, l'enceinte est également utilisée pour des matchs de rugby à XV.
Situé dans le quartier de La Paillade, il doit son nom à la rivière Mosson qui coule à proximité et dont les crues, lors d'orages cévenols, peuvent provoquer des dégâts au stade. Depuis, sa capacité pour les matchs de football du Montpellier HSC en championnat a été ramenée à 22 000 places.

## Historique

### Naissance
L'histoire du stade de la Mosson est liée à celle du quartier de La Paillade, sorti de terre en 1964 et qui accueille ses premiers habitants en 1967. Les footballeurs amateurs du quartier se retrouvent sur un terrain vague proche de la rivière Mosson et créent rapidement un club, l'AS Paillade. Les premiers matchs de la formation de championnat de district se passent devant quelques dizaines de spectateurs rangés derrière les rambardes ou sur les buttes environnantes. Le stade a alors une capacité de 300 places.
En 1974, la fusion du Montpellier Littoral SC et de l'AS Paillade donne naissance au Montpellier Paillade Sport Club, qui préfère le stade de la Mosson au stade Richter, mal construit et mal-aimé des Montpelliérains,. Le stade de la Mosson est cependant mal éclairé, peu grillagé et se transforme en bourbier à chaque orage. Malgré les demandes de Louis Nicollin, le président du club, la mairie, dirigée par François Delmas, ne réalise aucuns travaux d'aménagement.

### Modernisation
Le premier grand chantier se produit en 1977. Le MPSC, alors en Division 3, vient de battre en Coupe de France l'Olympique de Marseille, tenant du titre. Il se retrouve opposé au grand club voisin, le Nîmes Olympique, en seizième de finale le 13 mars 1977, et ce à quinze jours des élections municipales. Le maire cède alors aux demandes de Louis Nicollin et la Mosson est aménagée en trois semaines afin d'accueillir cette rencontre. Une tribune est amenée d'Annecy, les vestiaires sont agrandis, des gradins sont installés derrière un but. Les supporters aménagent également une butte de terre sur laquelle des traverses de chemin de fer sont installées en guise de gradins. De cet épisode reste le surnom de « la Butte » attribué à l'actuelle tribune « Étang de Thau ». Le stade agrandi peut alors accueillir 18 000 personnes,.
En 1980, Le MPSC, alors en division 2, élimine, en quart de finale de la coupe de France, l'AS Saint-Étienne de Michel Platini. 16 190 spectateurs assistent à cette rencontre, certains supporters sont perchés sur des arbres dominant le terrain de jeu. Le stade reçoit à cette occasion le surnom de « marmite du diable »,. En demi-finale, le club s'incline devant l'AS Monaco, 4-2 après prolongation. C'est la seule demi-finale disputée par le club à domicile. Le nouveau maire de Montpellier, Georges Frêche, qui soutient contrairement à son prédécesseur le club local, promet alors un stade de 30 000 places si le club monte en première division.
De grands travaux sont ainsi engagés à chaque montée du club à l'échelon supérieur. En 1981, « la Butte » est bétonnée et la tribune présidentielle sort de terre en trois semaines et demie. En 1988, le projet des architectes du cabinet montpelliérain A+Architecture, Denis Bedeau et Philippe Bonon est retenu pour la construction du nouveau stade. La tribune présidentielle est rénovée, les tribunes Heidelberg et Mosson sont construites. Le stade a alors une capacité de 23 500 places dont 7 500 debout. Le 19 mars 1991, 22 453 spectateurs assistent ainsi au quart de finale de la Coupe d'Europe des vainqueurs de coupe opposant le Montpellier HSC à Manchester United.

### Stade hôte de compétitions internationales
La candidature de la France à la Coupe du monde 1998 modifie une dernière fois les plans du stade. Le projet montpelliérain est retenu pour accueillir à la Mosson des matchs du Mondial. La capacité du stade est portée à 35 500 places, toutes assises, avec la création d'une tribune d'honneur à trois niveaux. Un centre de presse et un salon officiel sont également réalisés. Les vestiaires, les équipements d'éclairage, de sonorisation, d'affichage du score et de vidéo-surveillance sont rénovés, les systèmes de drainage et d'arrosage de la pelouse sont améliorés. Les grillages de séparation sont également supprimés et remplacés par des filins élastiques, comme à Wembley, permettant ainsi une meilleure vue des spectateurs. L'extension du stade et ces aménagements nécessitent deux ans de travaux pour un coût de 130 millions de francs. Le stade nouveau est livré le 4 juin 1997.

Le stade de la Mosson fait l'objet de nouveaux travaux de mise aux normes afin d'accueillir la coupe du monde de rugby 2007. Une nouvelle pelouse est installée, alors que la précédente réfection du terrain de jeu datait de 2003 et faisait suite aux inondations dont avait été victime le stade. Les vestiaires sont également réaménagés et deux écrans géants sont installés sur les tribunes « Larzac » et « Canigou ». La tribune de presse est agrandie passant de 82 places à 119 places et un espace d'entretien est créé. L'éclairage et de la sonorisation du stade sont également rénovés. Le total des travaux se monte à 4 millions d'euros.

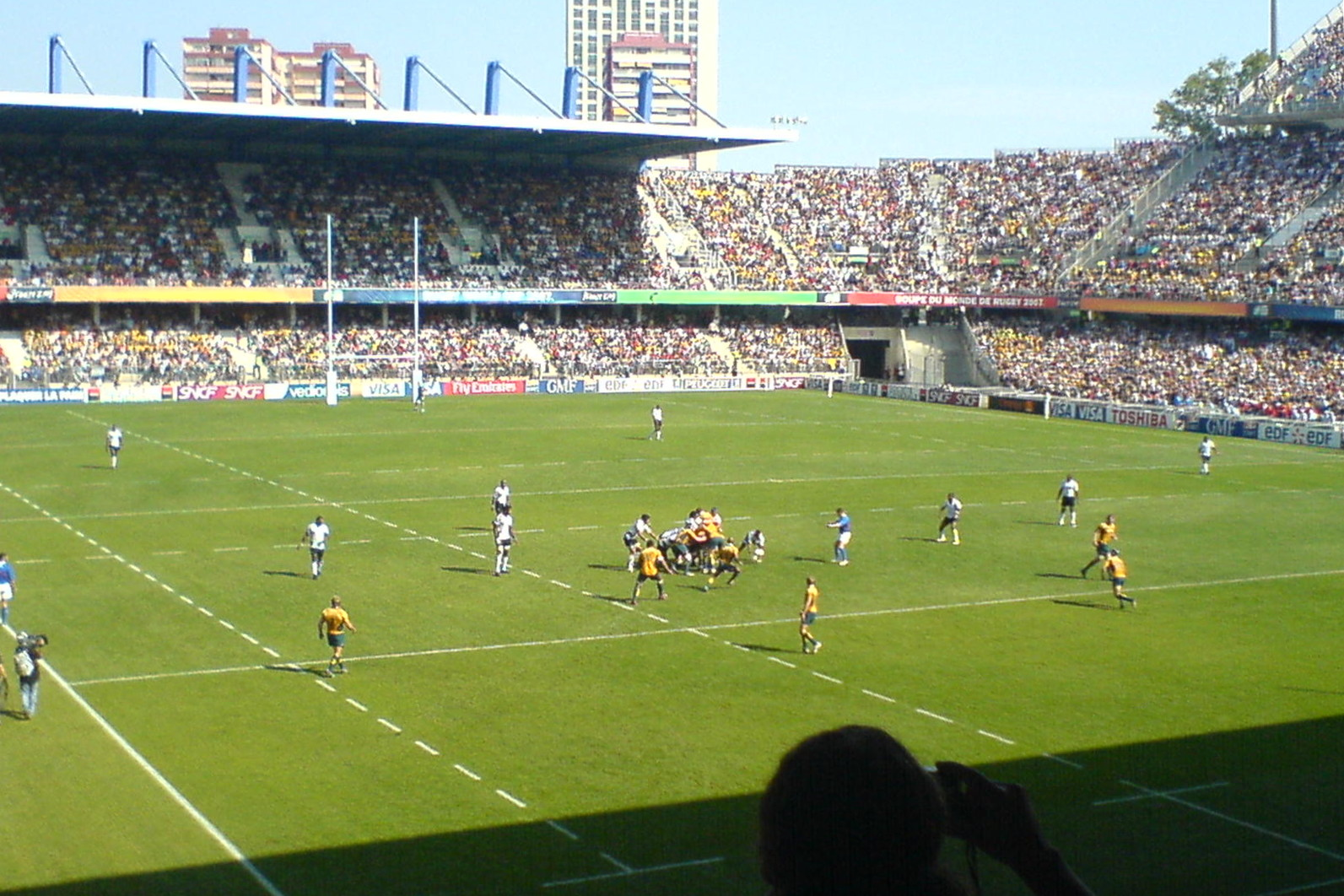
Match Australie-Fidji à au Stade de la Mosson lors de la coupe du monde de rugby 2007.

La qualification pour la Ligue Europa du Montpellier HSC, en 2010, entraîne elle aussi de nouveaux aménagements à la suite des demandes de l'UEFA. La communauté d'agglomération de Montpellier effectue des travaux de réfection de l’éclairage et s'engage à changer l’intégralité des sièges du stade. Des travaux d'amélioration de la sonorisation et la création d'abris joueurs sont notamment réalisés, tout comme l’aménagement de la plate-forme TV et la numérotation de la tribune Haut-Languedoc. Le tout représente un investissement de 3,1 M€ au total. Le stade de la Mosson n'est cependant pas retenu parmi les stades sélectionnés pour accueillir l'Euro 2016. Le coût de la rénovation, 50 M€, est jugé dans un premier temps trop lourd par la communauté d'agglomération et la ville de Montpellier.
Cependant, en février 2012, alors que les villes pour l'Euro 2016 ont déjà été choisies, Jean-Pierre Moure, président de l'agglomération, annonce que les travaux vont finalement être effectués d'ici à 2015. Les principaux projets sont la couverture totale du stade, avec la construction d'un toit transparent, la création de nouvelles loges dites « d’un bon rapport financier », et la construction d'un parking silo de 1 800 places à Bonnier-de-la-Mosson, en accord avec la DRAC. Ce projet est cependant abandonné par le nouveau maire et président de l'agglomération, Philippe Saurel, en raison de son coût de 50 millions d'euros. La même année, à l'automne, le stade est touché à deux reprises par des crues centennales. Si les dégâts, le 30 septembre, ne concernent que la pelouse et des locaux, l'inondation du 6 octobre est plus violente, l'eau atteint une hauteur de trois mètres dans le stade et des travaux d'un coût de 4 à 5 millions d'euros sont nécessaires pour remettre en état électricité et pelouse. Le stade est alors inutilisable jusqu'en décembre et le Montpellier HSC délocalise alors ses rencontres à l'Altrad Stadium, stade du club de rugby du Montpellier HR.
En début de saison 2017-2018, la capacité du stade est ramenée de 27 000 places à 22 000 par le club, l'objectif étant de conserver la totalité des droits télé.

## Structure et équipements

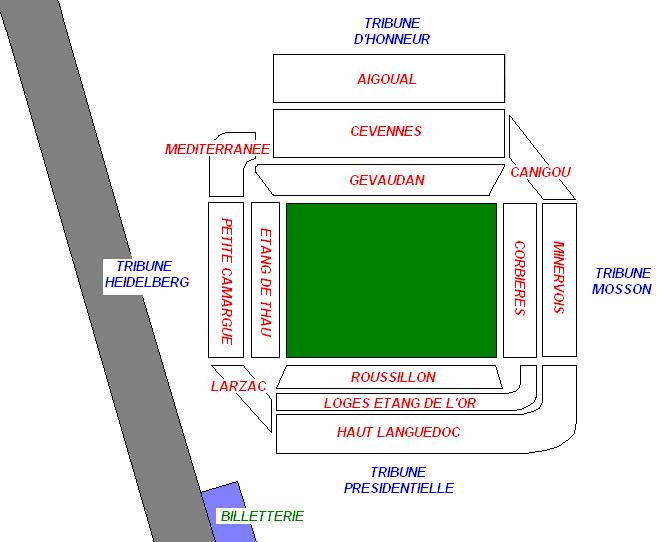
Plan des tribunes du stade (schéma orienté vers le sud).

La capacité totale officielle du stade est de 32 900 places. Le stade de la Mosson est le quatorzième plus grand stade français en termes de capacité d'accueil. Les couleurs des sièges sont le bleu et l’orange. La pelouse de la Mosson est entourée par quatre tribunes, chaque partie de celles-ci portant le nom de lieux géographiques de la région Languedoc-Roussillon. Des tribunes d'angle relient ces quatre tribunes entre elles. L'entrée du stade pour l'ensemble des tribunes se fait par l'avenue d'Heidelberg.
Le stade est doté d'un éclairage de 1 500 lux pour les matchs disputés en nocturne. L'éclairage est assuré par quatre mats de cinquante mètres équipés de 152 projecteurs de 1,8 kilowatt, et par une passerelle technique équipée de vingt-quatre projecteurs de 1,8 kilowatt installée sous la toiture de la tribune présidentielle.

### Terrain de jeu
Le terrain de jeu est une pelouse hybride et mesure 105 m de long sur 68 m de large. Un système de filins élastiques sépare les gradins de la pelouse depuis la rénovation de 1998 et seize portillons automatiques électromagnétiques permettent l'évacuation des spectateurs vers l'aire de jeu.

### Tribunes

#### Tribune présidentielle
La tribune présidentielle est une tribune à deux étages. La partie haute, Haut-Languedoc, a une contenance de 3 949 places. Elle comprend la tribune de presse (117 places pour la presse écrite et 30 places pour les journalistes radio TV) et un espace réservé aux caméras de télévision. La partie basse de la tribune, Roussillon, a une capacité de 2 935 places. Trente-deux loges pouvant accueillir 500 personnes sont situées entre les deux étages au sein de l'espace Étang de l'Or.
On retrouve dans la tribune les locaux du personnel et de l'administration du MHSC. Les vestiaires sportifs, les locaux des arbitres, le local contrôle antidopage, le bureau FIFA, l'infirmerie, le salon « officiels » et un gymnase se trouvent sous la tribune.

#### Tribune Heidelberg
La tribune Heidelberg, qui doit son nom à l'avenue qui la longe, est composée de deux étages. La partie haute de la tribune, Petite Camargue, a une capacité de 2 242 places et la partie basse, Étang de Thau, une capacité de 1 686 places. Cette tribune a été construite à la place de « La Butte » aménagée par les supporters montpelliérains en 1977, la tribune Étang de Thau en gardant le surnom. Le centre de cette tribune accueille les ultras de la « Butte Paillade 1991 » et de l'« Armata Ultras 2002 » lors des matchs à domicile du Montpellier Hérault.
Elle est reliée à la tribune présidentielle par la tribune Larzac, d'une capacité de 567 places. L'association de supporters du MHSC, le « club central des supporters », occupe une partie de la tribune lors des matchs à domicile du club montpelliérain, et cette tribune accueille les équipes de jeunes du club. La tribune Méditerranée, d'une capacité de 1 697 places, relie la tribune Petite Camargue à la tribune d'honneur.

#### Tribune d'honneur
La tribune d'honneur est la seule tribune non couverte du stade. Inaugurée en 1997, c'est une tribune à trois étages. La partie basse, Gévaudan, a une capacité de 4 343 places, la partie centrale, Cévennes, 5 452 places et la partie haute, Aigoual, 4 508 places. La tribune Aigoual n'est ouverte que dans le cadre de matchs à forte affluence. Le niveau bas de la tribune est réservé aux personnes handicapées,.

#### Tribune Mosson
La tribune Mosson porte le nom de la rivière qui coule à ses pieds. C'est une tribune à deux étages. La partie basse, Corbières, a une capacité de 1 716 places, la partie haute, Minervois, de 2 974 places. Elle est reliée à la tribune d'honneur par la tribune Canigou, d'une capacité de 870 places. Lors des matchs à domicile du MHSC, la partie droite de la tribune accueille le groupe de supporters « Camarga Unitat ». La partie gauche de la tribune Corbières est réservée aux supporters visiteurs.

## Affluence

### Records d'affluence
Le record d'affluence du stade de la Mosson est battu le 22 septembre 2007 lors du match opposant l'Australie aux îles Fidji dans le groupe B de la Coupe du monde de rugby à XV. 32 231 spectateurs assistent à la victoire des Australiens 55-12.Pour un match de football, la meilleure affluence enregistrée est de 31 457 spectateurs, lors d'un match opposant l'équipe de France à la Côte d'Ivoire, le 17 août 2005.
Pour des raisons de sécurité, la capacité du stade est réduite lors de certains matchs. Ainsi, le match de la remontée en Ligue 1 du Montpellier HSC contre le RC Strasbourg, le 29 mai 2009, est joué à guichets fermés, mais seules 27 481 places sont vendues. L'affluence est d'abord annoncée à 30 428, mais la Ligue de football professionnel corrige ce chiffre par la suite. Le record d'affluence pour un match du MHSC à la Mosson est de 29 507 spectateurs, à l'occasion d'un match de la première journée de championnat 2001-2002 disputé face à l'Olympique de Marseille. Certaines sources annoncent également 30 112 spectateurs pour le match MHSC-OM du 16 décembre 1998, mais la Ligue annonce pour sa part 23 341 spectateurs présents ce soir-là.
| Rang | Spectateurs | Compétition (Tour)                                      | Rencontre                                | Date              |
| ---- | ----------- | ------------------------------------------------------- | ---------------------------------------- | ----------------- |
| 1    | 32 231      | Coupe du monde de rugby à XV 2007 Groupe B              | Australie - Fidji                        | 23 septembre 2007 |
| 2    | 32 204      | Championnat de France de rugby à XV 2010 1/2 finale     | Stade toulousain - USA Perpignan         | 14 mai 2010       |
| 3    | 31 993      | Test match                                              | France - Argentine                       | 20 novembre 2010  |
| 4    | 31 579      | Championnat de France de rugby à XV 2004 1/2 finale     | USA Perpignan - Stade toulousain         | 20 juin 2004      |
| 5    | 31 457      | Match amical de football                                | France - Côte d'Ivoire                   | 17 août 2005      |
| 6    | 31 259      | Coupe d'Europe de rugby à XV 2013 1/2 finale            | ASM Clermont - Munster                   | 27 mai 2013       |
| 7    | 29 507      | Championnat de France de football 2001-2002 1re journée | Montpellier HSC - Olympique de Marseille | 28 juillet 2001   |
| 8    | 29 312      | Championnat de France de football 2009-2010 1re journée | Montpellier HSC - Paris SG               | 8 août 2009       |
| 9    | 29 051      | Championnat de France de football 2009-2010 22e journée | Montpellier HSC - Olympique de Marseille | 30 janvier 2010   |
| 10   | 28 750      | Coupe du monde de rugby à XV 2007 Groupe A              | Afrique du Sud - États-Unis              | 30 septembre 2007 |
| 11   | 27 960      | Championnat de France de football 1999-2000 6e journée  | Montpellier HSC - Olympique de Marseille | 11 septembre 1999 |

### Affluence par saison du Montpellier Hérault Sport Club
Depuis la saison 1976-1977, le Montpellier Hérault Sport Club a obtenu ses meilleures affluences moyennes à domicile en 2010, année de remontée en Ligue 1, avec 18 980 spectateurs, et en 1999, avec 14 685 spectateurs. Ces moyennes s'améliorent avec les montées en première division, la plus forte progression ayant eu lieu en 2010 à la suite de la montée en Ligue 1 avec une progression de 9 479 spectateurs. Le MHSC réalise ainsi la neuvième plus forte affluence de la Ligue 1. Elles ont également augmenté à la suite des différents travaux de rénovation du stade, qui porte sa capacité d'accueil à 32 939 places assises à partir de 2007.

## Utilisations du stade

### Montpellier Hérault Sport Club
Le stade de la Mosson est géré par la communauté d'agglomération de Montpellier. Le club résident est le Montpellier Hérault SC depuis 1974. Le club paye un loyer et a à sa charge tous les frais liés à l'organisation d'un match (sécurité, stadiers, force de police, pompiers). Les coûts liés à la sécurité sont de l'ordre de 90 000 à 100 000 euros pour le club lorsqu'une rencontre attire près de 20 000 spectateurs.
Les Montpelliérains jouent à la Mosson leurs matchs à domicile pour les compétitions nationales et continentales dans lesquelles ils sont engagés. L'équipe féminine y joue également ses matchs importants, à l'image d'un huitième de finale de Ligue des champions disputé contre le Bayern Munich le 4 novembre 2009.
Le club fête en 2004 l'anniversaire des trente ans de présidence de Louis Nicollin. Un match entre anciens joueurs est organisé en lever de rideau d'une rencontre de Ligue 2 opposant Montpellier à LB Châteauroux.

### Autres matchs de football

#### Championnat d'Europe Espoirs 1994
Montpellier et Nîmes sont les deux sites choisis par la Fédération française de football pour organiser la phase finale du championnat d'Europe espoirs 1994. Une demi-finale et la finale se disputent à la Mosson. Le 15 avril, la France de Zidane se retrouve opposée à l'Italie dans la première demi-finale. Le match se termine sur un 0-0 et les deux équipes doivent se départager aux tirs au but. Les Bleuets s'inclinent 5-3 à l'issue de cet exercice, Christian Vieri marquant le tir au but décisif pour l'Italie.
En finale, les Italiens sont opposés au Portugal de Luís Figo devant 6 300 spectateurs. Les Italiens s'imposent 1-0 après prolongation, grâce au « but en or » de Pierluigi Orlandini (it), tout juste rentré en jeu en remplacement de Filippo Inzaghi.

#### Coupe du monde de Football 1998
Le stade de la Mosson accueille six matchs de la Coupe du monde de football de 1998, dont un huitième de finale. Le 10 juin 1998 s'y déroule le second match du tournoi. Il oppose, pour le compte du groupe A, le Maroc à la Norvège et se conclut sur un match nul 2-2 devant 29 800 spectateurs, affluence moyenne pour tous les matchs à la Mosson. Deux jours plus tard, le stade accueille un match du groupe B opposant le Paraguay à la Bulgarie, qui se termine également sur un match nul 0-0. Le 17 juin, dans le cadre du groupe B, l'Italie y bat le Cameroun 3-0 puis le 22 juin la Colombie s'impose face à la Tunisie 1-0 dans un match du groupe G. Le dernier match du groupe F voit l'Allemagne s'imposer face l'Iran 2-0.
En huitième de finale, les Allemands retrouvent le stade de la Mosson le 29 juin, date à laquelle ils rencontrent le Mexique. Menés à la suite d'un but de Luis Hernández à la 47e minute, les Allemands s'imposent grâce à deux buts de Jürgen Klinsmann à la 75e minute, et d'Oliver Bierhoff à la 86e minute.

#### Coupe du monde féminine 2019
Le 20 mars 2015, la France obtient la Coupe du monde féminine de football 2019 et Montpellier fait partie des onze villes pré-sélectionnées pour recevoir des matchs.
| Matchs de la Coupe du monde féminine 2019 | Matchs de la Coupe du monde féminine 2019 | Matchs de la Coupe du monde féminine 2019 | Matchs de la Coupe du monde féminine 2019 | Matchs de la Coupe du monde féminine 2019 | Matchs de la Coupe du monde féminine 2019 | Matchs de la Coupe du monde féminine 2019 |
| Date                                      | Heure                                     | Équipe 1                                  | Résultat                                  | Équipe 2                                  | Tour                                      | Affluence                                 |
| ----------------------------------------- | ----------------------------------------- | ----------------------------------------- | ----------------------------------------- | ----------------------------------------- | ----------------------------------------- | ----------------------------------------- |
| 10 juin 2019                              | 21:00                                     | Canada                                    | 1 - 0                                     | Cameroun                                  | Groupe E                                  | 10 710                                    |
| 13 juin 2019                              | 18:00                                     | Australie                                 | 3 - 2                                     | Brésil                                    | Groupe C                                  | 17 032                                    |
| 17 juin 2019                              | 18:00                                     | Afrique du Sud                            | 0 - 4                                     | Allemagne                                 | Groupe B                                  | 15 502                                    |
| 20 juin 2019                              | 18:00                                     | Cameroun                                  | 2 - 1                                     | Nouvelle-Zélande                          | Groupe E                                  | 8 009                                     |
| 25 juin 2019                              | 18:00                                     | Italie                                    | 2 - 0                                     | Chine                                     | Huitième de finale                        | 17 032                                    |

#### Équipe de France de football
Le stade de la Mosson a accueilli cinq fois l'équipe de France dans le cadre de matchs amicaux. Le 28 février 1990, la France affronte l'Allemagne de l'Ouest et s'impose 2-1 grâce à des buts de Jean-Pierre Papin et Éric Cantona devant 22 000 spectateurs dans un stade nouvellement agrandi. C'est la sixième victoire de suite de l'équipe entraînée par Michel Platini, et la première défaite de l'Allemagne depuis vingt-deux mois.
Sept ans plus tard, le 7 juin 1997, c'est dans le cadre du Tournoi de France que les Bleus reviennent à la Mosson rénovée pour la Coupe du monde. 28 500 spectateurs assistent à la rencontre, qui voit l'Angleterre l'emporter 1-0 sur un but d'Alan Shearer à la 84e minute.
À la suite d'un stage d'oxygénation à La Grande-Motte, en préparation du championnat d'Europe 2004, la France y rencontre Andorre le 28 mai 2004. Elle s'impose 4-0 avec un doublé de Sylvain Wiltord et deux autres buts de Louis Saha et Steve Marlet.

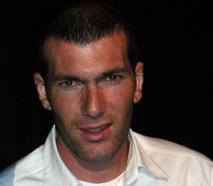
Zinedine Zidane fait son retour en équipe de France en 2005 à la Mosson.

Le stade de la Mosson est choisi un an plus tard pour accueillir le match de rentrée de l'équipe de France, le 17 août 2005, contre la Côte d'Ivoire. Ce match devait à l'origine opposer l'équipe de France au Sénégal au stade de France. Cette rencontre se joue à guichets fermés à la suite de l'annonce, le 5 août, du retour en bleu de Zinédine Zidane, Claude Makelele et Lilian Thuram. La France s'impose 3-0 grâce à des buts de William Gallas, Zinedine Zidane et Thierry Henry devant 31 457 spectateurs et près de dix millions de téléspectateurs. Zinedine Zidane est particulièrement ému par l'accueil réservé par le stade de la Mosson.
La Mosson accueille, le 10 août 2011, une cinquième fois l'équipe de France. Les Bleus de Laurent Blanc sont opposés au Chili en match de reprise de la saison internationale. Les deux équipes se séparent sur un match nul 1-1. Les Français ouvrent le score à la 19e minute par Loïc Rémy avant que le Chilien Nicolás Córdova égalise à la 77e minute. C'est le onzième match consécutif sans défaite pour les joueurs de Laurent Blanc.
| Liste des matchs de l'équipe de France de football disputés au stade de la Mosson | Liste des matchs de l'équipe de France de football disputés au stade de la Mosson | Liste des matchs de l'équipe de France de football disputés au stade de la Mosson | Liste des matchs de l'équipe de France de football disputés au stade de la Mosson | Liste des matchs de l'équipe de France de football disputés au stade de la Mosson | Liste des matchs de l'équipe de France de football disputés au stade de la Mosson | Liste des matchs de l'équipe de France de football disputés au stade de la Mosson |
| N°                                                                                | Date                                                                              | Match                                                                             | Score                                                                             | Compétition                                                                       | Affluence                                                                         |                                                                                   |
| --------------------------------------------------------------------------------- | --------------------------------------------------------------------------------- | --------------------------------------------------------------------------------- | --------------------------------------------------------------------------------- | --------------------------------------------------------------------------------- | --------------------------------------------------------------------------------- | --------------------------------------------------------------------------------- |
| 1                                                                                 | 28 février 1990                                                                   | France - Allemagne de l'Ouest                                                     | 2-1                                                                               | Match amical                                                                      | 22 000                                                                            |                                                                                   |
| 2                                                                                 | 7 juin 1997                                                                       | France - Angleterre                                                               | 0-1                                                                               | Tournoi de France 1997 (amical)                                                   | 21 331                                                                            |                                                                                   |
| 3                                                                                 | 28 mai 2004                                                                       | France - Andorre                                                                  | 4-0                                                                               | Match amical                                                                      | 27 753                                                                            |                                                                                   |
| 4                                                                                 | 17 août 2005                                                                      | France - Côte d'Ivoire                                                            | 3-0                                                                               | Match amical                                                                      | 31 457                                                                            |                                                                                   |
| 5                                                                                 | 10 août 2011                                                                      | France - Chili                                                                    | 1-1                                                                               | Match amical                                                                      | 30 000                                                                            |                                                                                   |

#### Autres équipes de France

##### Équipe de France olympique
La rencontre opposant l'équipe de France olympique à l'équipe d'Espagne olympique, dans le cadre des qualifications aux Jeux olympiques de Moscou, le 5 décembre 1979, est le premier match international disputé au stade de la Mosson. Hipólito Rincón ouvre le score pour les Espagnols à la 39e minute, et les Français égalisent sur un but contre son camp de Francisco Buyo à la 87e minute. 4 677 spectateurs assistent à cette rencontre.

##### Équipe de France Espoirs
Montpellier accueille, le 8 mars 1994, le quart de finale aller des championnats d'Europe espoirs 1994. La France s'impose 2-0 face à la Russie grâce à des buts de Francis Llacer et de Nicolas Ouédec. Trois joueurs montpelliérains participent à la rencontre : Serge Blanc, Bruno Carotti et Fabien Lefèvre.

##### Équipe de France féminine
L'équipe de France de football féminin dispute deux rencontres au stade de la Mosson. Les Bleues rencontrent le 9 décembre 1995, dans le cadre des qualifications au championnat d'Europe, les Pays-Bas devant 2 500 spectateurs. Les deux équipes se quittent sur un score nul 1-1, le but français étant inscrit par Marinette Pichon.
La deuxième rencontre a lieu le 21 février 2004 devant 2 000 spectateurs. La France accueille l'Écosse en match amical. La rencontre se termine sur le score de 6-3 en faveur des Françaises, Marinette Pichon signant un quadruplé et Sonia Bompastor, joueuse du Montpellier Hérault Sport Club un doublé.

#### Autres rencontres

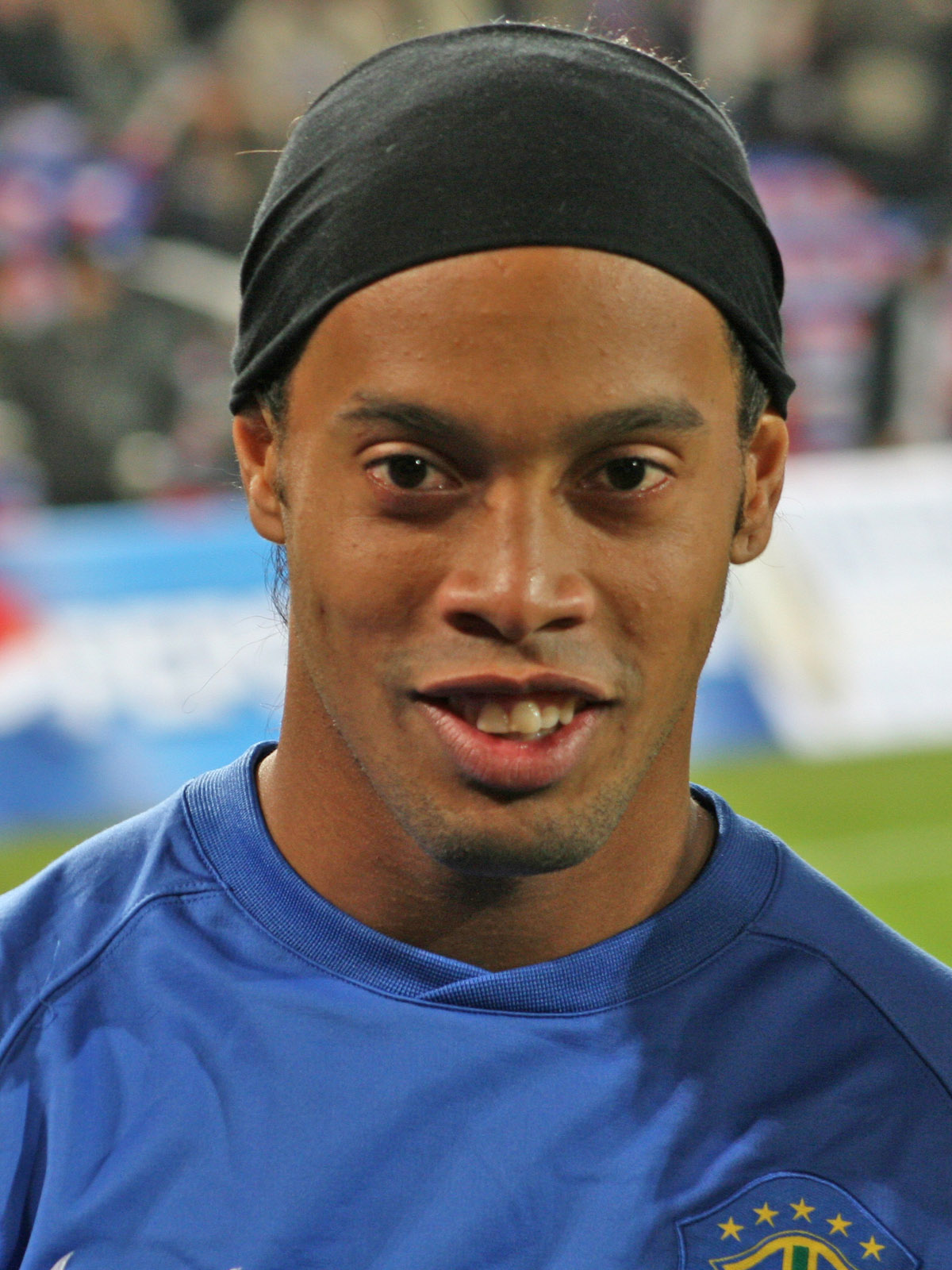
Ronaldinho buteur à la Mosson avec le Brésil en 2007.

Le stade de la Mosson accueille le 22 août 2007 le match amical opposant le Brésil à l'Algérie, initialement prévu au stade Vélodrome. Le match marque le retour sous le maillot « auriverde » de Kaká et Ronaldinho, absents lors de la Copa América 2007. 26 392 spectateurs assistent à la victoire des Brésiliens 2-0, buts marqués par Maicon et Ronaldinho.
Lors de la saison 2009-2010 de la Ligue 1, l'effondrement de la scène prévue pour le concert de Madonna au stade Vélodrome entraîne la délocalisation du match de l'Olympique de Marseille à la Mosson. Le 16 août 2009, l'OM rencontre Lille pour son premier match « à domicile » et s'impose 1-0 devant 26 965 spectateurs.

### Rugby à XV

#### Coupe du monde de rugby à XV 2007

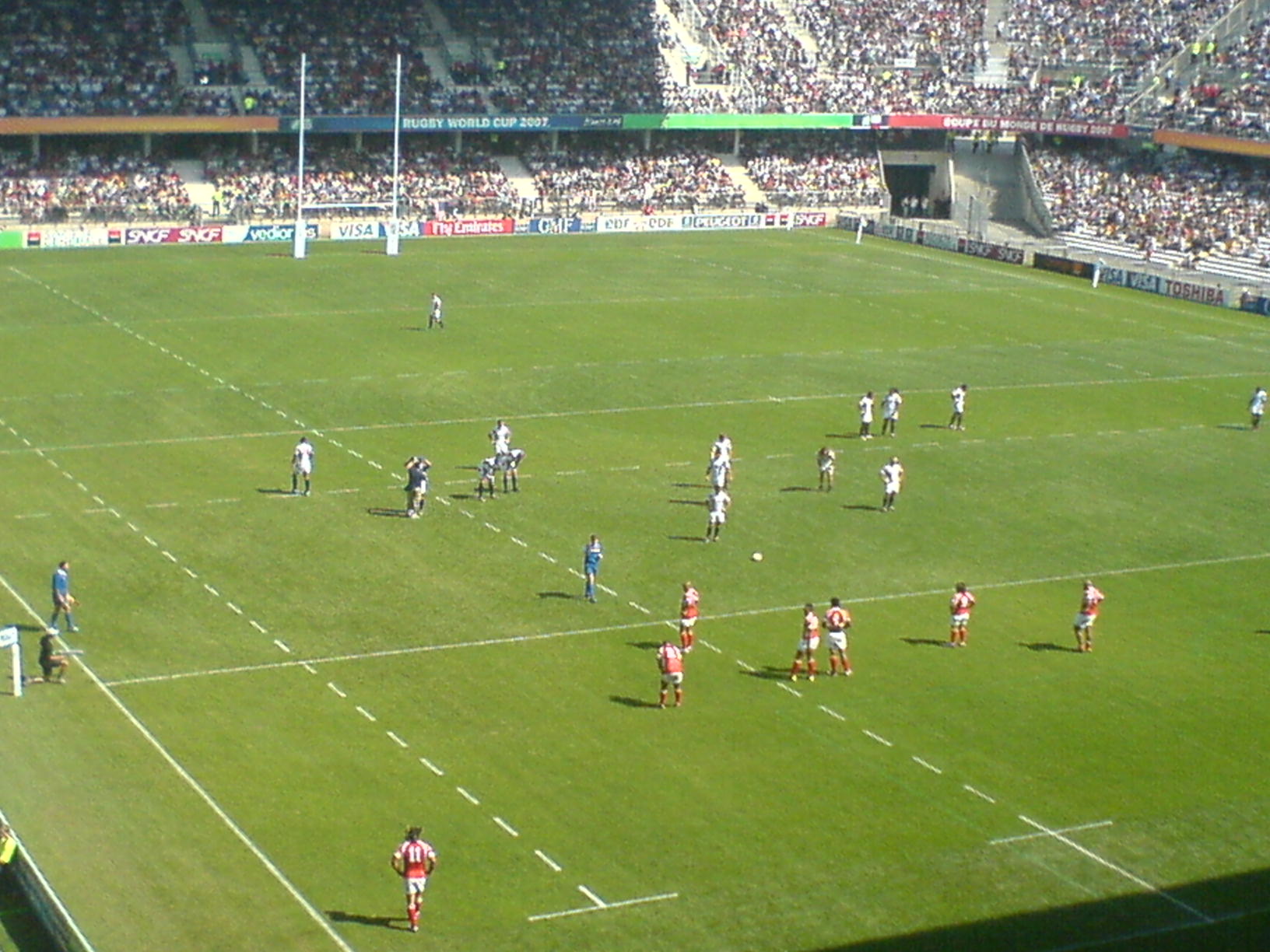
Match USA-Tonga au stade de la Mosson lors de la Coupe du monde 2007.

Quatre rencontres de la coupe du monde de rugby 2007 se déroulent au stade de la Mosson. Le 12 septembre, les Tonga s'imposent 25-15 face aux États-Unis dans le groupe A. Les Tongiens retrouvent le stade de la Mosson quatre jours plus tard, et battent 19-15 les Samoa.
Le 22 septembre 2007, dans le cadre du groupe B, l'Australie se retrouve opposée aux Fidji et s'impose 55-12 devant 32 231 spectateurs. Le 30 septembre, 28 750 spectateurs sont présents à la Mosson pour la victoire des Sud-Africains 64-15 sur les Américains.

#### Équipe de France
Montpellier accueille, le 26 novembre 2005, l'équipe de France A, menée par Raphaël Ibañez. Elle est opposée aux Tonga et s'impose 39-19 devant 12 500 spectateurs. Dimitri Yachvili, Clément Poitrenaud (par deux fois), Vincent Clerc et Benjamin Boyet marquent les cinq essais français.
Le 20 novembre 2010, le stade de la Mosson reçoit pour la première fois l'équipe de France. Initialement prévue au stade de Gerland, la rencontre oppose la France à l'Argentine lors des tests matchs d'automne. Quelque 31 993 spectateurs assistent à la victoire des Français 15-9 dans un match sans essais.

#### Championnat de France de rugby
Le stade de la Mosson a accueilli sept phases finales du championnat de France de rugby à XV, à six reprises pour des matchs impliquant le Stade toulousain. La première rencontre ayant lieu au stade de la Mosson est un quart de finale du championnat 1987-1988. Elle oppose, le 7 mai 1988, le Stade toulousain au RC Toulon. Ces derniers l'emportent 21-9 sous une pluie battante. Le 22 mai 1999, le Stade toulousain est opposé au CS Bourgoin-Jallieu en demi-finale du championnat. Les Toulousains s'imposent 26-17 devant environ 25 000 spectateurs. Les « rouge et noir » retrouvent le stade de la Mosson le premier juin 2002, et s'inclinent face au SU Agen 21-15 dans le cadre des demi-finales du Top 16. Le Stade toulousain prend sa revanche, au même stade de la compétition, la saison suivante en s'imposant 22-16 face aux Agenais.
Le 20 juin 2004, la demi-finale oppose l'USA Perpignan au Stade toulousain. Les Catalans l'emportent 18-16. Deux ans plus tard, en demi-finale du nouveau Top 14, l'USAP doit s'incliner face au Biarritz olympique 12-9. Le stade de la Mosson est de nouveau choisi pour accueillir une demi-finale en 2010. L'USAP bat alors le Stade toulousain 21-13 devant 32 204 spectateurs.

#### Montpellier Hérault rugby
Le stade est utilisé, pour la première fois, par le Montpellier Hérault rugby en 2011. Les rugbymen montpelliérains rencontrent le 12 novembre 2011, le Leinster Rugby dans le cadre de la coupe d'Europe de rugby à XV. Devant 20 182 personnes, les deux équipes se séparent sur un match nul 16-16.

## Environnement et accès

### Localisation
Le stade de la Mosson-Mondial 98 se trouve au nord-ouest de Montpellier, à quatre kilomètres du centre-ville, à l'ouest du quartier de La Paillade. Situé à proximité de la rivière de la Mosson, il est parfois victime des crues de ce cours d'eau.
Le 12 décembre 2002, le stade de la Mosson est noyé sous plus d'un mètre d'eau après un orage cévenol. Les clôtures et grillages sont arrachées sur les terrains annexes. Les locaux du club sont dévastés et le réseau électrique est sérieusement endommagé. Le montant des travaux de remise en état dépasse 1,5 million d'euros et les travaux de restauration durent deux mois. À l'automne 2014, à deux reprises, fin septembre 2014 puis début octobre 2014, le stade de la Mosson est à nouveau inondé lors de deux épisodes cèvenols et les dégâts sont considérables. Le Montpellier HSC, le club résident, est alors contraint de délocaliser ses matches à domicile dans le stade de rugby à XV de la ville, l’Altrad Stadium, pendant plusieurs mois.

### Accès au stade

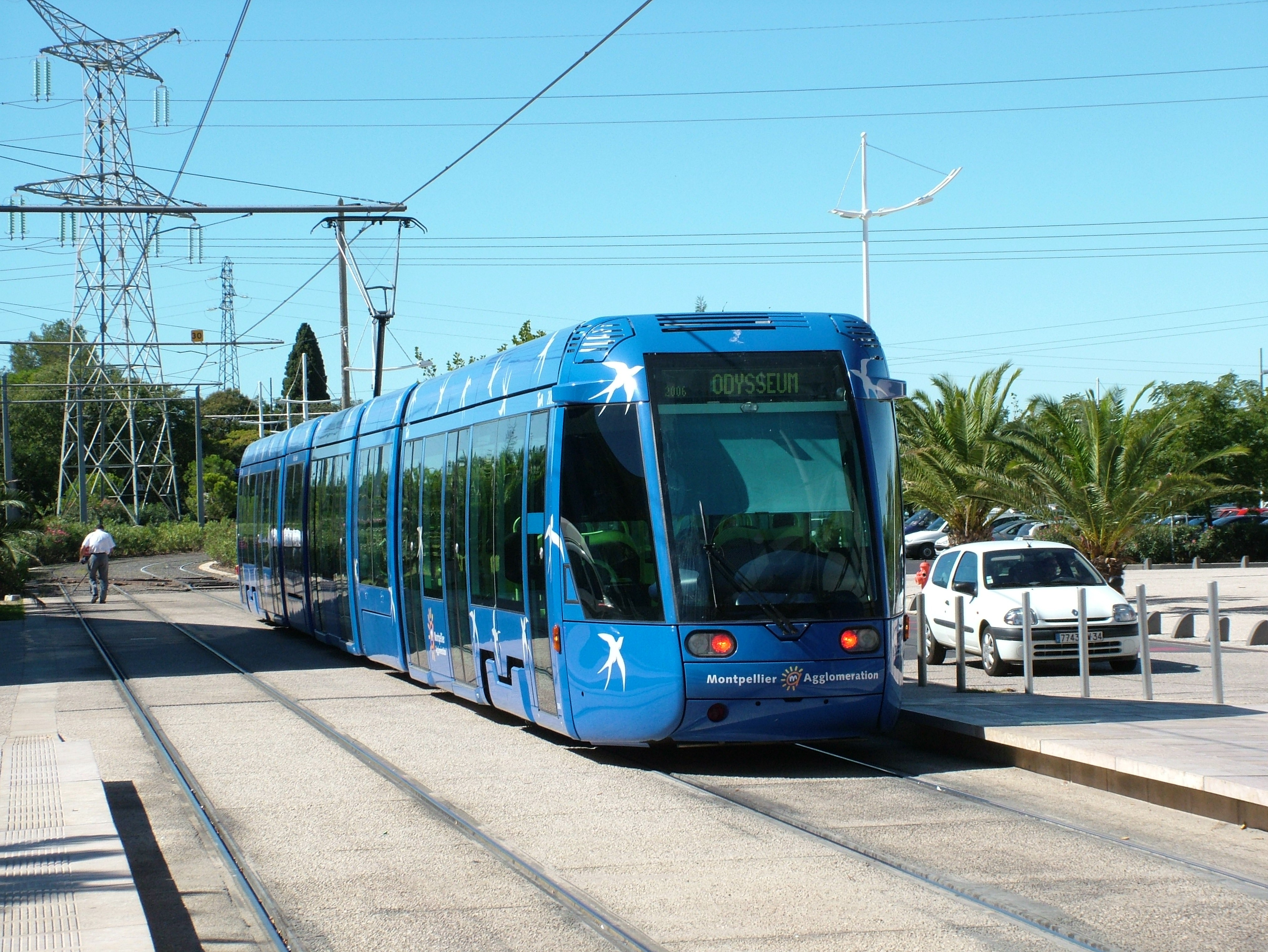
Rame de la ligne 1 du tramway desservant le stade de la Mosson.

Le stade de la Mosson est desservi par les Transports de l'agglomération de Montpellier (TAM). La station Stade de la Mosson de la ligne 1 du tramway de Montpellier se trouve à proximité du stade. De la gare de Montpellier-Saint-Roch au stade, la durée de transport est d'environ trente minutes. Des rames supplémentaires sont mises en place lors des matchs importants. La ligne 3 du tramway propose également un arrêt Mosson, situé à plusieurs centaines de mètres au sud, en correspondance avec la ligne 1 qui y effectue son terminus. La station est aussi desservie par plusieurs lignes d'autobus de Montpellier vers les communes de l'ouest de Montpellier Méditerranée Métropole et d'autocars régionaux.
En voiture, le stade est accessible depuis le réseau autoroutier à la sortie Montpellier Ouest de l'Autoroute A9 en suivant la direction Croix d'Argent puis Mosson. Par l'Autoroute A750, la direction à suivre est la Nationale 109 puis sortie Mosson.
Un parc de stationnement de 2 450 places, géré par la ville de Montpellier, est mis en place les soirs de matchs à l'espace Mosson situé à cinq minutes à pied du stade.